# Lucas Belvaux

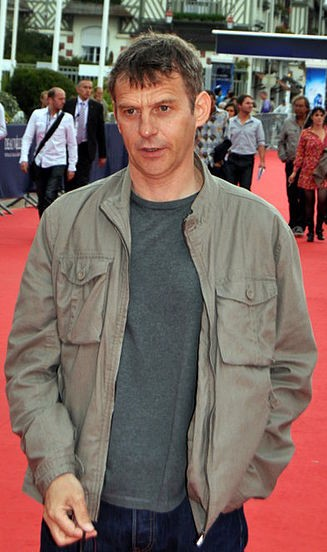
Lucas Belvaux, 2010

Lucas Belvaux (* 14. November 1961 in Namur) ist ein belgischer Schauspieler, Drehbuchautor und Filmregisseur.

## Biografie
Lucas Belvaux wurde 1961 in der Wallonie geboren, wo er auch aufwuchs. Er besuchte die Internatsschule von Philippeville, wo sein Vater angestellt war. Mit 16 Jahren beendete Belvaux seine schulische Ausbildung und zog gegen den Willen seiner Eltern nach Paris, um Schauspieler zu werden. Er nahm Privatunterricht und gelangte durch die Bekanntschaft mit einem Agenten Anfang der 1980er Jahre an erste Fernsehrollen. Seine erste Kinohauptrolle bekleidete er in Yves Boissets Kriegsdrama Kinder für das Vaterland (1981), in dem er als junger Soldat mit antimilitaristischer Gesinnung zu sehen ist. Daraufhin folgten weitere Nebenrollen in Filmen von so bekannten Regisseuren wie Claude Chabrol (Eine Frau wie ein Fisch, 1982), Claude Goretta (Der Tod des Mario Ricci, 1983) oder Andrzej Żuławski (Die öffentliche Frau, 1984). Den Durchbruch als Schauspieler ebnete Belvaux die erneute Zusammenarbeit mit Chabrol an Hühnchen in Essig (1985). In dem Kriminalfilm um Bauspekulation schlüpfte er in die Rolle eines jungen Mörders, der vom Kommissar Jean Poiret laufen gelassen wird. Der Part des Louis brachte Belvaux eine Nominierung für den César als Bester Nachwuchsdarsteller ein.
An diese Erfolge konnte der Belgier trotz Hauptrollen unter Jacques Rivette (Sturmhöhe, 1985), Olivier Assayas (Lebenswut, 1986) und Chabrol (Madame Bovary, 1990) nicht mehr anknüpfen, obwohl er noch heute Engagements im Film und Fernsehen folgt. Anfang der 1990er Jahre wandte sich Belvaux mit Erfolg der Arbeit als Regisseur und Drehbuchautor zu. 1992 realisierte er mit der Tragikomödie Parfois trop d’amour seinen ersten Spielfilm, der über drei Segelfreunde berichtet, die in den Norden Frankreichs aufbrechen. Schon sein zweiter Spielfilm, die Komödie Pour Rire! – Es darf gelacht werden! (1996) mit Ornella Muti, Jean-Pierre Léaud und Antoine Chappey in den Hauptrollen, brachte Belvaux den Drehbuchpreis des Thessaloniki Film Festivals ein.
Der bisher größte Erfolg war ihm mit der Filmtrilogie Cavale – Auf der Flucht, Ein tolles Paar und Nach dem Leben (alle 2002) beschieden, in dem er auch eine der Hauptrollen übernahm. In den Regiearbeiten formal als Komödie, Thriller und Melodram angelegt, ging es jeweils um ein Paar, „bei dem der eine dem anderen etwas verschweigt, in eingebildete Wahrheiten flüchtet und sich dadurch das Leben unnötig kompliziert macht“. Jeweils in sich abgeschlossen sind die Hauptfiguren (unter anderem Belvaux, Dominique Blanc, Catherine Frot und Ornella Muti) des einen Films die Nebenfiguren der anderen. „Je mehr man sieht, desto mehr erschließen sich optische und inhaltliche Details, Lücken und Nebensächlichkeiten, was an der meisterhaften Inszenierung liegt, den trickreichen Kamerapositionen, der minimalistischen Musik und der Montage“, so der deutsche film-dienst. Belvaux brachte seine Filmtrilogie großes Lob seitens der Kritiker ein und er wurde mit mehreren Preisen ausgezeichnet, darunter dem Louis-Delluc-Preis, dem Étoile d’Or und zwei César-Nominierungen.
Mit seinem nächsten Kinofilm, der Krimikomödie La raison du plus faible, konkurrierte der Filmemacher und Schauspieler erfolglos im Wettbewerb der Filmfestspiele von Cannes 2006. Drei Jahre später konnte Belvaux mit dem Entführungsthriller Rapt an frühere Erfolge anknüpfen, der vom tatsächlich begangenen Entführungsfall Édouard-Jean Empain (1978) inspiriert wurde. Der Film mit Yvan Attal in der Hauptrolle wurde für vier Césars nominiert, darunter in den Kategorien bester Film und beste Regie.
2012 verfilmte Belvaux mit 38 témoins den Roman Der Tod der Kitty Genovese von Didier Decoin. Die wahre Geschichte um Augenzeugen eines Verbrechens, die nicht eingreifen, wurde dabei von New York City nach Le Havre verlegt und erneut mit Yvan Attal in der Hauptrolle besetzt.

## Filmografie (Auswahl)

### Darsteller
- 1981: Der Geheimagent (L'agent secret)
- 1985: Hühnchen in Essig (Poulet au vinaigre)
- 1986: Lebenswut (Désordre)
- 1990: Madame Bovary
- 1993: Kommissar Navarro (Navarro, Fernsehserie, 1 Folge)
- 1996: Die Elsässer (Les Alsaciens ou les Deux Mathilde, Fernsehvierteiler)
- 2002: Trilogie: Après la vie – Nach dem Leben (Après la vie)
- 2005: Merry Christmas (Joyeux Noël)
- 2007: Fred Vargas – Fliehe weit und schnell (Pars vite et reviens tard)

### Regie
- 2002: Cavale – Auf der Flucht (Cavale)
- 2002: Trilogie: Un couple épatant – Ein tolles Paar (Un couple épatant)
- 2002: Trilogie: Après la vie – Nach dem Leben (Après la vie)
- 2009: Lösegeld
- 2017: Das ist unser Land! (Chez nous)
- 2020: Des hommes

## Auszeichnungen

### César
- 1985: nominiert als Bester Nachwuchsdarsteller für Hühnchen in Essig
- 2004: nominiert in den Kategorien Beste Regie und Bestes Drehbuch für Auf der Flucht, Ein tolles Paar und Nach dem Leben
- 2010: nominiert in den Kategorien Bester Film und Beste Regie für Lösegeld

### Weitere
Internationale Filmfestspiele von Cannes
- 2006: nominiert für die Goldene Palme für La raison du plus faible

Chlotrudis Awards
- 2005: Beste Regie und Bestes Original-Drehbuch für Auf der Flucht, Ein tolles Paar und Nach dem Leben

Étoile d’Or
- 2004: Beste Regie für Auf der Flucht, Ein tolles Paar und Nach dem Leben

Joseph-Plateau-Preis
- 2004: nominiert als Bester belgischer Regisseur für Auf der Flucht, Ein tolles Paar und Nach dem Leben

Louis-Delluc-Preis
- 2003: Bester Film für Auf der Flucht, Ein tolles Paar und Nach dem Leben

Semana Internacional de Cine de Valladolid
- 2003: nominiert für die Goldene Ähre für Auf der Flucht, Ein tolles Paar und Nach dem Leben

Syndicat Français de la Critique de Cinéma
- 2004: Bester Film für Auf der Flucht, Ein tolles Paar und Nach dem Leben

Thessaloniki Film Festival
- 1996: Bestes Drehbuch für Pour Rire! – Es darf gelacht werden!